# Xestoblatta micra
Xestoblatta micra är en kackerlacksart som beskrevs av Morgan Hebard 1921. Xestoblatta micra ingår i släktet Xestoblatta och familjen småkackerlackor. Inga underarter finns listade i Catalogue of Life.